# Laserdisc
Laserdisc (zkratka LD) byl vůbec prvním formátem optických disků, původně licencovaným a prodávaným pod názvem MCA DiscoVision (nebo pouze „DiscoVision“) v USA od roku 1978. Laserdisc měl průměr 30 cm (velikost LP gramofonové desky) a sloužil k záznamu a distribuci filmů a jiných videozáznamů. Laserdisky byly oboustranné. Obraz s horizontálním rozlišením přibližně 400 řádků se na ně zaznamenával analogově, zvuk analogově či digitálně, přičemž mohl využívat i prostorové ozvučení ve formátech Dolby Surround, Dolby Digital či DTS.
I když Laserdisc byl schopen nabídnout vyšší kvalitu videa a zvuku než obchodní soupeři, videosystémy VHS a Betamax, Laserdisc nikdy nedosáhl větších úspěchů v Severní Americe, převážně kvůli vysokým cenám přehrávačů a samotných filmů. V Evropě a Austrálii také zůstal převážně neznámý. Laserdisc byl nicméně populární v Japonsku a bohatších regionech jihovýchodní Asie jako Hongkong, Malajsie a Singapur. Byl také převládajícím médiem půjčoven filmů v Hongkongu v devadesátých letech.

## Historie
Laserdisc byl poprvé uveden na trh v Atlantě 15. prosince 1978, dva roky po zavedení VHS a VCR a čtyři roky před zavedením kompaktních disků. Původně byl licencován a prodáván jako MCA DiscoVision (nebo pouze DiscoVision) v Severní Americe. Předešlé interní názvy byly Optical Videodisk System, Reflective Optical Videodisc, Laser Optical Videodisc a Disco-Vision (s pomlčkou) a přehrávači označujícími formát jako Video Long Play.
Později Pioneer Electronics koupil většinový podíl ve formátu a v roce 1980 ho uvedl na trh jako LaserVision (formát) a Laserdisc (název značky). Phillips vyráběl přehrávače zatímco MCA vyráběl disky. Kooperace Phillips-MCA nebyla úspěšná a po několika letech skončila. Několik vědců odpovědných za dřívější výzkum (Richard Wilkinson, Ray Dakin a John Winslow) založilo Optical Disc Corporation (nyní ODC Nimbus).
V roce 1979 Muzeum vědy a průmyslu (Museum of Science and Industry) v Chicagu otevřelo svou novou výstavu „Noviny“, která umožňovala návštěvníkům prohledávat a zobrazovat hlavní stránky jakéhokoliv vydání novin Chicago Tribune pomocí interaktivních Laserdisků. Toto byl první příklad veřejného přístupu k elektronicky uchovaným informacím v muzeu.
První filmový titul vydaný pro Laserdisc v Severní Americe byl v roce 1978 film Čelisti. Posledním filmem v Severní Americe bylo v roce 2000 Počítání mrtvých (Bringing Out the Dead). Výroba Laserdiskových přehrávačů pokračovala až do 14. ledna 2009, kdy Pioneer ukončil jejich výrobu.
Odhaduje se, že v roce 1998 vlastnilo laserdiskové přehrávače byly zhruba 2 % domácností v USA (zhruba dva milióny) V Japonsku byly tyto přehrávače zastoupeny z 10 % Laserdisc byl uveden na Japonský trh 10. června 1981 a celkem se prodalo 3,6 milionu přehrávačů. Celkem se prodalo 16,8 milionu laserdiskových přehrávačů, z toho bylo 9,5 miliónu prodáno společností Pioneer.
Začátkem roku 2000 byly na severoamerickém trhu laserdisky zcela nahrazeny DVD. Přehrávače se ještě exportovaly do Severní Ameriky z Japonska až do konce roku 2001. Laserdiskový formát si zachoval určitou popularitu u amerických sběratelů a ve větší míře v Japonsku, kde byl tento formát rozšířenější. V Evropě zůstal Laserdisc prakticky neznámý.

## Konstrukce

Zobrazení několika typů ukládání na disk s vyznačenými stopami (nejsou v měřítku); zelená zobrazuje začátek a červená značí konec. Některé CD-R(W) a DVD-R(W)/DVD+R(W) nahrávače fungují v ZCLV, CAA nebo CAV režimech.

Typický laserdisk měřil 30 cm v průměru a byl vyroben ze dvou jednostranných hliníkových disků zalitých v plastu. I když vypadaly podobně jako kompaktní disky nebo DVD, laserdisky používaly analogové video, s analogovým FM stereo zvukem. Nicméně i tak byly laserdisky zaznamenávány a vyráběny podobným způsobem jako dnešní CD, DVD a bluraye.
Poněvadž digitální kódovací a kompresní technika nebyla v roce 1978 k dispozici nebo nebyla prakticky využitelná, byly použity tři formáty založené na rychlosti otáčení:
CAVKonstantní úhlová rychlost (constant angular velocity) nebo také standard play. Tento formát podporoval zmrazení obrazu (freeze), zpomalené přehrávání s měnitelnou rychlostí a převíjení. CAV disky se otáčely konstantní rychlostí (1800 otáček za minutu pro 525řádkovou soustavu NTSC [Amerika, Japonsko] a 1500 ot/min u disků pro 625řádkovou soustavu PAL [Evropa]) CAV byla použita méně než CLV a to převážně pro zvláštní vydání filmů k vyznačení bonusového materiálů a zvláštních efektů.
CLVKonstantní lineární rychlost (constant linear velocity) nebo extended play. Tyto disky byly schopné pouze jednoduchého přehrávání na rozdíl od CAV. CLV disky při nahrávání / přehrávání zpomalovaly rychlost otáčení (1800-600 ot/min) a byly schopné uchovat 60 minut audia/videa na stranu, tedy celkem dvě hodiny na disk.
CAACAA enkódování neboli konstantní úhlové zrychlení (constant angular acceleration) přispělo ke zlepšení kvality obrazu a odstranění dalších problémů, přičemž zůstalo plně kompatibilní s již existujícími přehrávači.

## Zvuk
Zvuk mohl být uložen v analogovém nebo digitálním formátu. NTSC disky mohly nést dvě analogové audio stopy a dvě nekomprimované stopy formátu PCM. PAL disky mohly nést dvě analogové či digitální audio stopy. Dolby Digital a Digital Theater System, které jsou dnes běžné na DVD, byly prvně k dostání na Laserdiscích a film Star Wars: Epizoda I – Skrytá hrozba, který byl v Japonsku k dostání na Laserdiscích (1999), byl jedním z prvních filmových titulů, který obsahoval 5.1 kanálový Dolby Digital EX Surround.

## Výhody
Laserdiskové přehrávače poskytovaly lepší ovladatelnost přehrávání. Na rozdíl od mnoha DVD přehrávačů měl uživatel vždy k dispozici funkce pauza, převíjení vpřed a převíjení vzad. Neexistovaly žádné uživatelům zakázané funkce, kde ochranný kód nařizuje přehrávačům neprovést určité příkazy, kdy například nelze přeskočit copyrightové varování. CAV disky byly schopné skočit přímo na libovolný snímek ve videu pouze zadáním čísla snímku na dálkovém ovladači.

## Nevýhody
I přes výhody oproti konkurenčním technologiím měl formát Laserdisc určité nedostatky. Disky byly těžké (vážily téměř čtvrt kilogramu), snáze poškoditelné než VHS kazety a na trhu nebyly disky a přístroje s možností nahrávání. LD přehrávače byly také hlučnější a to kvůli větší hmotnosti disků, a tedy větším nárokům na pohonnou soustavu. Další nevýhodou byl oboustranný záznam. Během přehrávání filmu tedy bylo nutné obrátit disk na druhou stranu podobně jako u gramofonové desky.